# Hitoshi Asada
Hitoshi Asada (浅田 均), né le 29 décembre 1950 à Osaka, au Japon, est un homme politique japonais, membre de la Chambre des conseillers du Japon depuis 2016. Il représente la circonscription électorale d'Osaka et est membre du parti Ishin.

## Éducation et formation
Hitoshi Asada est licencié en philosophie de l’université de Kyoto et il est titulaire d'un master de l’université Stanford.
Avant d'entrer en politique, il travaille pour la NHK et pour l'OECD.

## Carrière politique
Asada a été élu cinq fois à l’Assemblée de la préfecture d'Osaka. En 2012, il en était le président.
Il est élu pour la première fois à la Chambre des conseillers du Japon en 2016 et réélu en 2022.

### Rôle au sein du parti Ishin
En 2012, Asada est un des enseignants de l’école créée par Tōru Hashimoto afin de former les membres de son nouveau parti à une fonction politique nationale.